# Real brasiliano

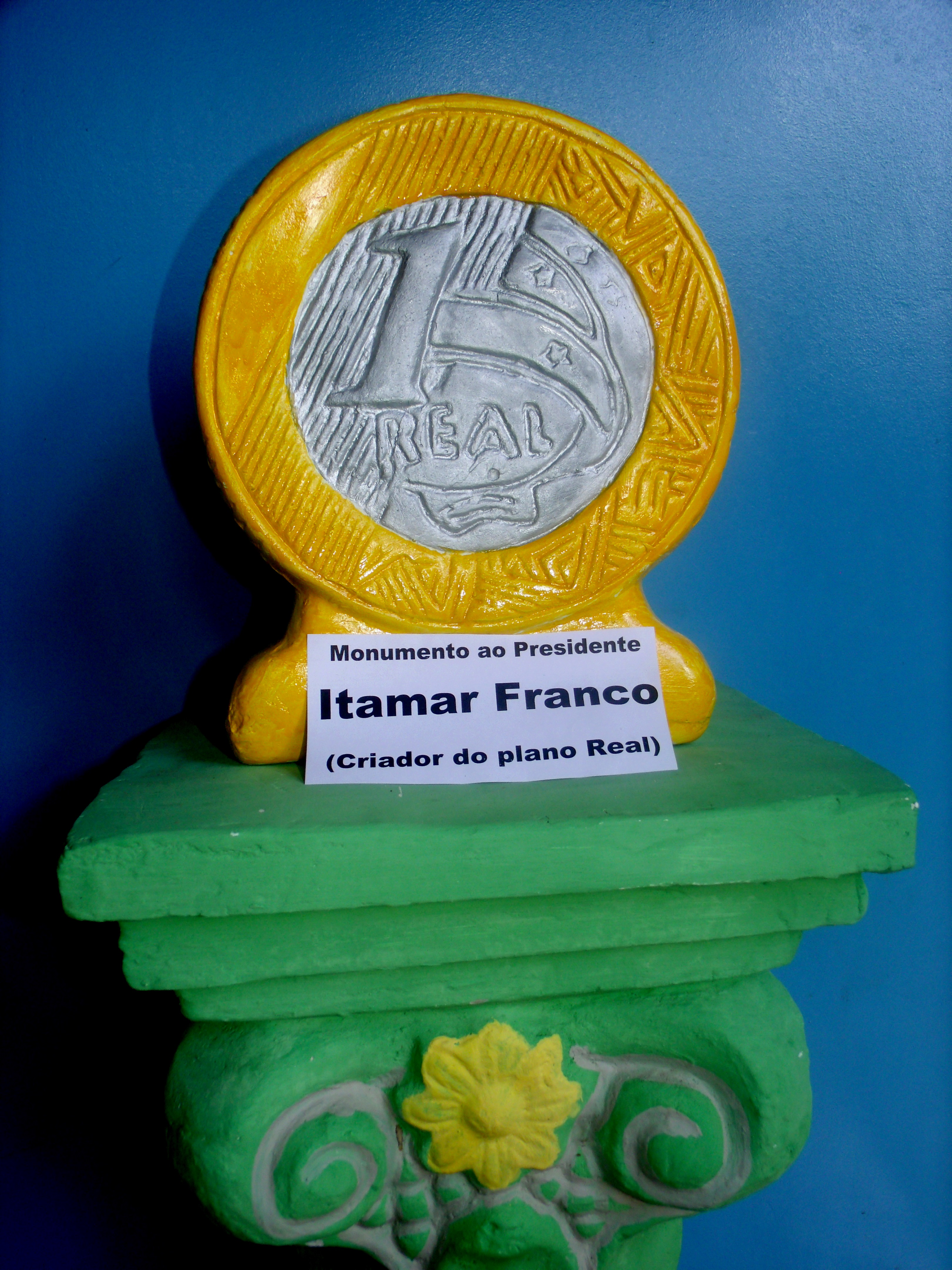
Moneta monumento di Itamar Franco.

Il real è la valuta ufficiale del Brasile dal 1º luglio 1994. È suddiviso in 100 centavos. Il suo codice ISO è BRL e il suo simbolo è R$.
Il nome della valuta deriva dalla prima moneta circolante in Brasile all'epoca coloniale: il real portoghese, ufficialmente in circolazione dal 1694. Il vecchio real circolò in Brasile dal 1790 fino al 1942, per poi essere sostituito dal cruzeiro.
Il moderno real è stato introdotto nel 1994 nell'ambito del "Plano Real", un consistente pacchetto di riforma monetaria finalizzato a porre fine a tre decenni di inflazione galoppante. Al momento fu concepito per avere un tasso di cambio che fosse circa alla pari con il dollaro statunitense. Ha subito un'improvvisa svalutazione fino a raggiungere un cambio di 2:1 nel 1999, ha quasi raggiunto il livello di 4:1 nel 2002, per poi recuperare parzialmente e stabilizzarsi intorno al 2:1 a partire dal 2006. Il tasso di cambio al 7 dicembre 2024 è di 6,0894 real per un dollaro e di 6,4353 real per un euro.
In portoghese la parola real significa "reale" e, come in italiano, può essere utilizzata nel senso sia di "regale", sia di "vero". Il nome del real storico deriva dal primo di questi. Il nome della valuta moderna viene generalmente inteso sia come riferimento all'antica unità di conto, sia al secondo senso.

## Storia
Il moderno real fu introdotto il 1º luglio 1994, durante la presidenza di Itamar Franco, quando Fernando Henrique Cardoso ricopriva la carica di Ministro delle finanze, nell'ambito di un più ampio piano teso a stabilizzare l'economia brasiliana, noto come Plano Real. La nuova valuta sostituì il cruzeiro real (CR$) poco dopo la sua introduzione. La riforma comprendeva la demonetizzazione del cruzeiro real e richiese una massiccia sostituzione di banconote.
Alla sua introduzione, il real fu definito essere pari a una "unità reale di valore" (URV, unidade real de valor), un'unità valutaria non circolante. Allo stesso tempo la URV fu definita di valore pari a 2 750 cruzeiro real, che era pari pari al cambio medio del cruzeiro real con il dollaro in tale data. In conseguenza, il real valeva esattamente un dollaro quando fu introdotto. Considerando tutte le precedenti valute che si erano succedute nella storia del paese, questa riforma rendeva il nuovo real pari a 2,75×1018 (2,75 trilioni) real brasiliani originali.
Poco dopo la sua introduzione, il real guadagnò inaspettatamente valore nei confronti del dollaro statunitense, a causa dell'ampio afflusso di capitali alla fine del 1994 e nel 1995. Durante tale periodo raggiunse il suo massimo valore di sempre nei confronti del dollaro, a circa 1,20 $. Tra il 1996 e il 1998 il tasso di cambio fu saldamente controllato dalla banca centrale, in modo che il real si deprezzasse lentamente e regolarmente nei confronti del dollaro, facendone scendere il valore da un rapporto quasi alla pari fino al livello di 1,2 real per dollaro alla fine del 1998. Nel gennaio 1999 il deterioramento dei mercati internazionali, perturbati dalla crisi finanziaria russa, obbligò la banca centrale, sotto il suo nuovo presidente Arminio Fraga, a rendere variabile il tasso di cambio. Questa decisione generò una maggiore svalutazione, fino a un tasso di cambio di quasi due real per dollaro.
Negli anni seguenti, il valore della valuta rispetto al dollaro seguì un percorso incostante ma per lo più discendente dal 1999 fino alla fine del 2002, quando la prospettiva dell'elezione del candidato di sinistra Luiz Inácio Lula da Silva, considerato un populista radicale da settori dei mercati finanziari, provocò un'altra crisi valutaria e un'impennata dell'inflazione. Molti brasiliani temevano un altro default del debito governativo o una ripresa di politiche economiche eterodosse, e si precipitarono a cambiare i propri real in beni immobili o valute straniere. Nell'ottobre 2002 il tasso di cambio raggiunse il suo minimo storico a quasi 4 real per dollaro. La crisi si placò una volta che Lula entrò in carica, dopo che lui, il suo ministro delle finanze Antonio Palocci e Arminio Fraga riconfermarono la propria intenzione di proseguire le politiche macroeconomiche ortodosse del suo predecessore (inclusi l'inflation targeting, il mantenimento di un saldo primario positivo e di un tasso di cambio variabile, così come il regolare pagamento del debito pubblico). Il valore del real rispetto al dollaro continuò a fluttuare ma per lo più verso l'alto, così che nel 2005 il tasso di cambio era poco sopra 2 real per dollaro. Nel maggio 2007, per la prima volta dal 1999, il cambio del real superò il valore di 0,50 USD — nonostante la banca centrale, preoccupata degli effetti sull'economia brasiliana, avesse provato a mantenerlo al di sotto di tale soglia simbolica.

### Andamento storico dei tassi di cambio

Andamento del tasso di cambio del real brasiliano con il dollaro USA dal gennaio 1995

Andamento del tasso di cambio del real brasiliano con l'euro dal gennaio 2008

| Tassi di cambio del real brasiliano | Tassi di cambio del real brasiliano | Tassi di cambio del real brasiliano | Tassi di cambio del real brasiliano |
| Data                                | Data                                | Tasso di cambio                     | Tasso di cambio                     |
| Data                                | Data                                | per 1 $                             | per 1 EUR                           |
| ----------------------------------- | ----------------------------------- | ----------------------------------- | ----------------------------------- |
| 1995                                | 15 febbraio                         | 1,00                                |                                     |
| 2002                                | 25 gennaio                          | 2,385                               |                                     |
| 2002                                | 12 aprile                           | 2,27118                             |                                     |
| 2002                                | 27 giugno                           | 2,83026                             |                                     |
| 2002                                | 30 settembre                        | 3,87                                |                                     |
| 2002                                | 12 ottobre                          | 3,93679                             |                                     |
| 2002                                | 27 dicembre                         | 3,53876                             |                                     |
| 2003                                | 18 febbraio                         | 3,61967                             |                                     |
| 2003                                | 28 giugno                           | 2,87868                             |                                     |
| 2003                                | 30 settembre                        | 2,9362                              |                                     |
| 2003                                | 28 dicembre                         | 2,9                                 |                                     |
| 2004                                | 31 marzo                            | 2,9155                              |                                     |
| 2004                                | 23 maggio                           | 3,1805                              |                                     |
| 2004                                | 28 giugno                           | 3,10219                             |                                     |
| 2004                                | 30 settembre                        | 2,85404                             |                                     |
| 2004                                | 28 dicembre                         | 2,69267                             |                                     |
| 2005                                | 19 febbraio                         | 2,563                               |                                     |
| 2005                                | 26 marzo                            | 2,7385                              |                                     |
| 2005                                | 28 giugno                           | 2,3836                              |                                     |
| 2005                                | 25 settembre                        | 2,2635                              |                                     |
| 2005                                | 11 novembre                         | 2,175                               |                                     |
| 2005                                | 28 dicembre                         | 2,3607                              |                                     |
| 2006                                | 27 marzo                            | 2,1537                              |                                     |
| 2006                                | 7 maggio                            | 2,0569                              |                                     |
| 2006                                | 29 dicembre                         | 2,13697                             |                                     |
| 2007                                | 7 novembre                          | 1,73045                             |                                     |
| 2008                                | 4 agosto                            | 1,5605                              |                                     |
| 2009                                | 11 maggio                           | 2,0498                              | 2,7857                              |
| 2010                                | 3 agosto                            | 1,7537                              | 2,3193                              |
| 2011                                | 22 luglio                           | 1,5548                              | 2,2384                              |
| 2012                                | 18 marzo                            | 1,7990                              | 2,3534                              |
| 2012                                | 19 agosto                           | 2,0150                              | 2,4902                              |
| 2013                                | 31 marzo                            | 2,0193                              | 2,5686                              |
| 2013                                | 13 luglio                           | 2,2669                              | 2,9496                              |
| 2013                                | 1º novembre                         | 2,2340                              | 3,0307                              |
| 2014                                | 15 gennaio                          | 2,3535                              | 3,1921                              |
| 2015                                | 8 maggio                            | 2,9752                              | 3,3389                              |

## Utilizzatori
Il real è utilizzato in Brasile e, a volte, nei paesi confinanti, in particolare nelle zone di confine con l'Uruguay e il Paraguay, dove ogni anno milioni di brasiliani si recano per fare acquisti ai negozi duty free.

## Monete

### Prima serie (1994-1997)
Insieme alla prima serie di banconote, furono introdotte monete in tagli da 1, 5, 10 e 50 centavo e 1 real; poco dopo fu introdotto anche il pezzo da 25 centavo. Tutti erano coniati in acciaio inossidabile. Tutte le monete datate 1994-1997 sono rimaste valuta legale, ad eccezione del pezzo da 1 real che la banca centrale ha ritirato dalla circolazione dal 23 dicembre 2003, a causa dell'alto tasso di falsificazioni.
| Prima serie | Prima serie | Prima serie | Prima serie          | Prima serie | Prima serie                                    | Prima serie              | Prima serie     | Prima serie      | Prima serie |
| Immagine    | Immagine    | Valore      | Parametri tecnici    | Descrizione | Descrizione                                    | Descrizione              | Data di         | Data di          |             |
| Diritto     | Rovescio    | Valore      | Composizione         | Bordo       | Diritto                                        | Rovescio                 | prima emissione | ritiro           |             |
| ----------- | ----------- | ----------- | -------------------- | ----------- | ---------------------------------------------- | ------------------------ | --------------- | ---------------- | ----------- |
|             |             | 1 centavo   | Acciaio inossidabile | Liscio      | Valore facciale; rami di alloro; anno di conio | Effigie della Repubblica | 1994            |                  |             |
|             |             | 5 centavo   | Acciaio inossidabile | Liscio      | Valore facciale; rami di alloro; anno di conio | Effigie della Repubblica | 1994            |                  |             |
|             |             | 10 centavo  | Acciaio inossidabile | Liscio      | Valore facciale; rami di alloro; anno di conio | Effigie della Repubblica | 1994            |                  |             |
|             |             | 25 centavo  | Acciaio inossidabile | Liscio      | Valore facciale; linee sinuose                 | Effigie della Repubblica | 1994            |                  |             |
|             |             | 50 centavo  | Acciaio inossidabile | Liscio      | Valore facciale; rami di alloro; anno di conio | Effigie della Repubblica | 1994            |                  |             |
|             |             | 1 R$        | Acciaio inossidabile | Liscio      | Valore facciale; rami di alloro; anno di conio | Effigie della Repubblica | 1994            | 23 dicembre 2003 |             |

### Seconda serie (1998-)
Nel 1998 fu introdotta una nuova serie di monete, caratterizzata da monete in acciaio placcate rame da 1 e 5 centavo, monete in acciaio placcato bronzo da 10 e 25 centavo, una moneta in cupronichel da 50 centavo e una moneta bimetallica in ottone e cupronichel da 1 real. Tuttavia dal 2002 in poi fu utilizzato l'acciaio per la moneta da 50 centavo e la parte centrale della moneta da 1 real.
Nel novembre 2005 la banca centrale interruppe la produzione delle monete da 1 centavo, ma quelle esistenti in circolazione continuarono ad essere valuta legale. Ad oggi nei negozi i prezzi vengono generalmente arrotondati a 5 o 10 centavo.
| Seconda serie                                                  | Seconda serie | Seconda serie | Seconda serie                         | Seconda serie        | Seconda serie                                   | Seconda serie                                                     | Seconda serie | Seconda serie |
| Immagine                                                       | Immagine      | Valore        | Parametri tecnici                     | Descrizione          | Descrizione                                     | Descrizione                                                       | Data di       | Data di       |
| Diritto                                                        | Rovescio      | Valore        | Composizione                          | Bordo                | Diritto                                         | Rovescio                                                          | emissione     | decadenza     |
| -------------------------------------------------------------- | ------------- | ------------- | ------------------------------------- | -------------------- | ----------------------------------------------- | ----------------------------------------------------------------- | ------------- | ------------- |
|                                                                |               | 1 centavo     | Acciaio placcato rame                 | Liscio               | Croce del Sud, indicazione del valore           | Pedro Álvares Cabral, caravella portoghese                        | 1998          | 2005          |
|                                                                |               | 5 centavo     | Acciaio placcato rame                 | Liscio               | Croce del Sud, indicazione del valore           | Tiradentes, un triangolo, una colomba                             | 1998          |               |
|                                                                |               | 10 centavo    | Acciaio placcato bronzo               | Incuso               | Croce del Sud, indicazione del valore           | Pietro I del Brasile, scena dell'imperatore a cavallo             | 1998          |               |
|                                                                |               | 25 centavo    | Acciaio placcato bronzo               | Incuso               | Croce del Sud, indicazione del valore           | Manuel Deodoro da Fonseca, stemma della repubblica                | 1998          |               |
|                                                                |               | 50 centavo    | Cupronichel                           | "ORDEM E PROGRESSO"  | Croce del Sud, indicazione del valore           | José Paranhos, barone di Rio Branco, immagine del paese           | 1998          | 2001          |
| Acciaio inossidabile                                           | 2002          | 50 centavo    |                                       | "ORDEM E PROGRESSO"  | Croce del Sud, indicazione del valore           | José Paranhos, barone di Rio Branco, immagine del paese           |               |               |
|                                                                |               | 1 R$          | Alpacca (anello) Cupronichel (centro) | Incuso intermittente | Croce del Sud, indicazione del valore, "BRASIL" | Anello: esempi di arte marajoara Centro: Effigie della Repubblica | 1998          | 2001          |
| Acciaio placcato bronzo (anello) Acciaio inossidabile (centro) | 2002          | 1 R$          |                                       | Incuso intermittente | Croce del Sud, indicazione del valore, "BRASIL" | Anello: esempi di arte marajoara Centro: Effigie della Repubblica |               |               |

### Monete commemorative
La banca centrale brasiliana ha inoltre emesso versioni speciali commemorative della moneta da 1 real in speciali occasioni. Queste monete hanno valore legale e differiscono da quelle comuni solo per il rovescio.
| Emissioni commemorative | Emissioni commemorative | Emissioni commemorative | Emissioni commemorative | Emissioni commemorative | Emissioni commemorative                                        | Emissioni commemorative | Emissioni commemorative                                    | Emissioni commemorative | Emissioni commemorative | Emissioni commemorative |
| Immagine                | Immagine                | Valore                  | Parametri tecnici       | Parametri tecnici       | Parametri tecnici                                              | Coniazione              | Occasione                                                  | Tiratura                | Data di emissione       |                         |
| Diritto                 | Rovescio                | Valore                  | Diametro                | Massa                   | Composizione                                                   | Coniazione              | Occasione                                                  | Tiratura                | Data di emissione       |                         |
| ----------------------- | ----------------------- | ----------------------- | ----------------------- | ----------------------- | -------------------------------------------------------------- | ----------------------- | ---------------------------------------------------------- | ----------------------- | ----------------------- | ----------------------- |
|                         |                         | 2 R$                    | 40 mm                   | 27 g                    | Argento 925‰                                                   | Proof                   | 300 anni della Casa da Moeda do Brasil                     | 7 000                   | 1994                    |                         |
|                         |                         | 4 R$                    | 40 mm                   | 27 g                    | Argento 925‰                                                   | Proof                   | Vittoria del quarto campionato mondiale di calcio          | 9 000                   | 1994                    |                         |
|                         |                         | 20 R$                   | 22 mm                   | 8 g                     | Oro 900‰                                                       | Proof                   | Vittoria del quarto campionato mondiale di calcio          | 2 000                   | 1994                    |                         |
|                         |                         | 3 R$                    | 28 mm                   | 11,5 g                  | Argento 925‰                                                   | Proof                   | 30 anni del Banco Central do Brasil                        | 5 000                   | 1995                    |                         |
|                         |                         | 10 centavo              | 22 mm                   | 3,59 g                  | Acciaio inossidabile                                           | Circolazione comune     | 50 anni della FAO                                          | 1 000 000               | 31 maggio 1995          |                         |
|                         |                         | 25 centavo              | 23,5 mm                 | 4,78 g                  | Acciaio inossidabile                                           | Circolazione comune     | 50 anni della FAO                                          | 1 000 000               | 31 maggio 1995          |                         |
|                         |                         | 2 R$                    | 40 mm                   | 27 g                    | Argento 925‰                                                   | Proof                   | Omaggio ad Ayrton Senna                                    | 10 000                  | 1995                    |                         |
|                         |                         | 20 R$                   | 22 mm                   | 8 g                     | Oro 900‰                                                       | Proof                   | Omaggio ad Ayrton Senna                                    | 5 000                   | 1995                    |                         |
|                         |                         | 3 R$                    | 28 mm                   | 11,5 g                  | Argento 925‰                                                   | Proof                   | 100 anni della città di Belo Horizonte                     | 20 000                  | 1997                    |                         |
|                         |                         | 1 R$                    | 27 mm                   | 7,84 g                  | Alpacca (anello) Cupronichel (centro)                          | Circolazione comune     | 50 anni della dichiarazione universale dei diritti umani   | 600 000                 | 10 dicembre 1998        |                         |
|                         |                         | 5 R$                    | 40 mm                   | 28 g                    | Argento 999‰                                                   | Proof                   | 500 anni della scoperta del Brasile                        | 15 385                  | 2000                    |                         |
|                         |                         | 20 R$                   | 22 mm                   | 8 g                     | Oro 900‰                                                       | Proof                   | 500 anni della scoperta del Brasile                        | 6 558                   | 2000                    |                         |
|                         |                         | 1 R$                    | 27 mm                   | 7 g                     | Acciaio placcato bronzo (anello) Acciaio inossidabile (centro) | Circolazione comune     | 100 anni dalla nascita di Juscelino Kubitschek de Oliveira | 50 000 000              | 12 settembre 2002       |                         |
|                         |                         | 2 R$                    | 40 mm                   | 28 g                    | Argento 999‰                                                   | Proof                   | 100 anni dalla nascita di Juscelino Kubitschek de Oliveira | 13 000                  | 2002                    |                         |
|                         |                         | 20 R$                   | 22 mm                   | 8 g                     | Oro 900‰                                                       | Proof                   | 100 anni dalla nascita di Juscelino Kubitschek de Oliveira | 2 500                   | 2002                    |                         |
|                         |                         | Template:M5             | 40 mm                   | 28 g                    | Argento 999‰                                                   | Proof                   | Vittoria del quinto campionato mondiale di calcio          | 10 000                  | 2002                    |                         |
|                         |                         | 20 R$                   | 22 mm                   | 8 g                     | Oro 900‰                                                       | Proof                   | Vittoria del quinto campionato mondiale di calcio          | 2 500                   | 2002                    |                         |
|                         |                         | 2 R$                    | 40 mm                   | 28 g                    | Argento 999‰                                                   | Proof                   | 100 anni della nascita di Carlos Drummond de Andrade       | 7 000                   | 2002                    |                         |
|                         |                         | 20 R$                   | 22 mm                   | 8 g                     | Oro 900‰                                                       | Proof                   | 100 anni della nascita di Carlos Drummond de Andrade       | 2 500                   | 2002                    |                         |
|                         |                         | 2 R$                    | 40 mm                   | 27 g                    | Argento 925‰                                                   | Proof                   | 100 anni della nascita di Ary Barroso                      | 7 000                   | 2003                    |                         |
|                         |                         | 20 R$                   | 22 mm                   | 8 g                     | Oro 900‰                                                       | Proof                   | 100 anni della nascita di Ary Barroso                      | 2 500                   | 2003                    |                         |
|                         |                         | 2 R$                    | 40 mm                   | 27 g                    | Argento 925‰                                                   | Proof                   | 100 anni della nascita di Candido Portinari                | 2 000                   | 2003                    |                         |
|                         |                         | 2 R$                    | 40 mm                   | 27 g                    | Argento 925‰                                                   | Proof                   | 100 anni della FIFA                                        | 12 166                  | 2004                    |                         |
|                         |                         | 20 R$                   | 22 mm                   | 8 g                     | Oro 900‰                                                       | Proof                   | 100 anni della FIFA                                        | 4 060                   | 2004                    |                         |
|                         |                         | 1 R$                    | 27 mm                   | 7 g                     | Acciaio placcato bronzo (anello) Acciaio inossidabile (centro) | Circolazione comune     | 40 anni del Banco Central do Brasil                        | 40 000 000              | 23 settembre 2005       |                         |
|                         |                         | 2 R$                    | 40 mm                   | 27 g                    | Argento 925‰                                                   | Proof                   | 100 anni dal volo del 14-bis                               | 2 000                   | 2006                    |                         |
|                         |                         | 2 R$                    | 30 mm                   | 10,17 g                 | Cupronichel                                                    | Proof                   | XV edizione dei giochi panamericani                        | 10 000                  | 2007                    |                         |
|                         |                         | 5 R$                    | 40 mm                   | 27 g                    | Argento 925‰                                                   | Proof                   | XV edizione dei giochi panamericani                        | 4 000                   | 2007                    |                         |
|                         |                         | 5 R$                    | 40 mm                   | 27 g                    | Argento 925‰                                                   | Proof                   | 200 anni dall'arrivo della famiglia reale in Brasile       | 2 000                   | 2008                    |                         |
|                         |                         | 2 R$                    | 30 mm                   | 10,17 g                 | Cupronichel                                                    | Proof                   | 100 anni dall'immigrazione giapponese in Brasile           | 2 000                   | 2008                    |                         |
|                         |                         | 5 R$                    | 40 mm                   | 27 g                    | Argento 925‰                                                   | Proof                   | Coppa del Mondo FIFA - Africa del Sud 2010                 | 12 000                  | 2010                    |                         |
|                         |                         | 5 R$                    | 40 mm                   | 27 g                    | Argento 925‰                                                   | Proof                   | Brasilia - Patrimonio dell'umanità dell'UNESCO             | 5 000                   | 2010                    |                         |
|                         |                         | 5 R$                    | 40 mm                   | 27 g                    | Argento 925‰                                                   | Proof                   | Ouro Preto - Patrimonio dell'umanità dell'UNESCO           | 2 000                   | 2011                    |                         |
|                         |                         | 5 R$                    | 40 mm                   | 27 g                    | Argento 925‰                                                   | Proof                   | Consegna della bandiera olimpica                           | 5 000                   | 2012                    |                         |
|                         |                         | 1 R$                    | 27 mm                   | 7 g                     | Acciaio placcato bronzo (anello) Acciaio inossidabile (centro) | Circolazione comune     | Consegna della bandiera olimpica                           | 2 016 000               | 11 agosto 2012          |                         |
|                         |                         | 5 R$                    | 40 mm                   | 28 g                    | Argento 999‰                                                   | Proof                   | Anno internazionale delle cooperative                      | 3 500                   | 2012                    |                         |
|                         |                         | 5 R$                    | 40 mm                   | 27 g                    | Argento 925‰                                                   | Proof                   | Goiás - Patrimonio dell'umanità dell'UNESCO                | 2 000                   | 2012                    |                         |
|                         |                         | 5 R$                    | 40 mm                   | 27 g                    | Argento 925‰                                                   | Proof                   | Diamantina - Patrimonio dell'umanità dell'UNESCO           | 3 000                   | 2013                    |                         |

## Banconote

### Serie originale
Nel 1994 furono introdotte banconote in tagli da 1, 5, 10, 50 e 100 real. A queste seguirono il taglio da 2 real nel 2000 e quello da 20 real nel 2001. Il 31 dicembre 2005 è stata interrotta la produzione della banconota da 1 real, che conserva comunque valore legale.
| Prima serie | Prima serie | Prima serie | Prima serie | Prima serie                                                 | Prima serie                | Prima serie | Prima serie      |
| Immagine    | Immagine    | Valore      | Dimensioni  | Descrizione                                                 | Descrizione                | Data di     | Data di          |
| Fronte      | Retro       | Valore      | Dimensioni  | Fronte                                                      | Retro                      | emissione   | ritiro           |
| ----------- | ----------- | ----------- | ----------- | ----------------------------------------------------------- | -------------------------- | ----------- | ---------------- |
|             |             | 1 R$        | 140 × 65 mm | L'Effigie della Repubblica, rappresentata in forma di busto | Amazilia ornata di zaffiro | 1994        | 31 dicembre 2005 |
|             |             | 2 R$        | 140 × 65 mm | L'Effigie della Repubblica, rappresentata in forma di busto | Tartaruga embricata        | 2000        |                  |
|             |             | 5 R$        | 140 × 65 mm | L'Effigie della Repubblica, rappresentata in forma di busto | Airone bianco maggiore     | 1994        |                  |
|             |             | 10 R$       | 140 × 65 mm | L'Effigie della Repubblica, rappresentata in forma di busto | Ara dalle ali verdi        | 1994        |                  |
|             |             | 20 R$       | 140 × 65 mm | L'Effigie della Repubblica, rappresentata in forma di busto | Scimmia leonina            | 2001        |                  |
|             |             | 50 R$       | 140 × 65 mm | L'Effigie della Repubblica, rappresentata in forma di busto | Giaguaro                   | 1994        |                  |
|             |             | R$ 100      | 140 × 65 mm | L'Effigie della Repubblica, rappresentata in forma di busto | Cernia                     | 1994        |                  |

### Banconota commemorativa
Nell'aprile 2000, in occasione del cinquecentesimo anniversario dell'arrivo portoghese sulle coste brasiliane, il Banco Central do Brasil ha emesso una banconota da 10 real in polimeri che circola insieme con le altre banconote. La Casa da Moeda do Brasil stampò 250 milioni di queste banconote, che al tempo rappresentavano circa la metà delle banconote da 10 real in circolazione.
Questa banconota presenta un disegno più complesso delle altre in circolazione. L'area bianca intorno al puntino rosso è in realtà trasparente (il puntino rosso è traslucido).
| Banconota commemorativa | Banconota commemorativa | Banconota commemorativa | Banconota commemorativa | Banconota commemorativa | Banconota commemorativa | Banconota commemorativa |
| Immagine                | Immagine                | Valore                  | Dimensioni              | Descrizione | Descrizione | Data di emissione       |
| Fronte                  | Retro                   | Valore                  | Dimensioni              | Fronte | Retro | Data di emissione       |
| ----------------------- | ----------------------- | ----------------------- | ----------------------- | --- | --- | ----------------------- |
|                         |                         | 10 R$                   | 140 × 65 mm             | Pedro Álvares Cabral; "Terra Brasilis"; passaggio dalla lettera di Pêro Vaz de Caminha al re Manuele I; rosa dei venti portoghese del XVI secolo; cinque navi; elementi decorativi da tegole portoghesi; croce dell'Ordine di Cristo. | Mappa stilizzata del Brasile con fotografie raffiguranti la varietà etnica del popolo brasiliano (bianchi, neri e amerindi) | aprile 2000             |

### Nuova serie

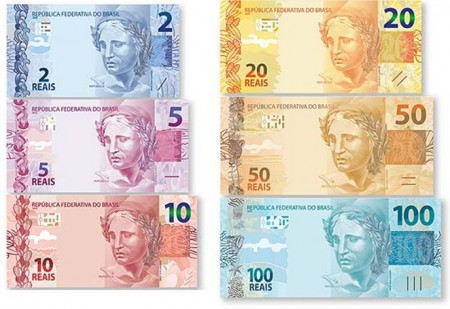
Nuova serie di banconote del real brasiliano

Il 3 febbraio 2010 il Banco Central do Brasil ha annunciato una nuova serie di banconote che sarebbe stata lanciata nell'aprile dello stesso anno. Il nuovo disegno comprendeva accorgimenti di sicurezza nel tentativo di ridurre il fenomeno della falsificazione. Le banconote hanno dimensioni differenti in base al valore per aiutare le persone con problemi visivi. I cambiamenti sono stati fatti riflettendo la crescita dell'economia brasiliana e il bisogno di una valuta che fosse più forte e più sicura. Le nuove banconote iniziarono ad entrare in circolazione nel dicembre 2010, in coesistenza con quelle vecchie.
| Seconda serie               | Seconda serie               | Seconda serie | Seconda serie | Seconda serie     | Seconda serie                                               | Seconda serie          | Seconda serie                     | Seconda serie     |
| Immagine                    | Immagine                    | Valore        | Dimensioni    | Colore principale | Descrizione                                                 | Descrizione            | Descrizione                       | Data di emissione |
| Fronte                      | Retro                       | Valore        | Dimensioni    | Colore principale | Fronte                                                      | Retro                  | Filigrana                         | Data di emissione |
| --------------------------- | --------------------------- | ------------- | ------------- | ----------------- | ----------------------------------------------------------- | ---------------------- | --------------------------------- | ----------------- |
|                             |                             | 2 R$          | 121 × 65 mm   | Blu               | L'Effigie della Repubblica, rappresentata in forma di busto | Tartaruga embricata    | Tartaruga embricata; cliché; 2    | 29 luglio 2013    |
|                             |                             | 5 R$          | 128 × 65 mm   | Porpora           | L'Effigie della Repubblica, rappresentata in forma di busto | Airone bianco maggiore | Airone bianco maggiore; cliché; 5 | 29 luglio 2013    |
| [ collegamento interrotto ] | [ collegamento interrotto ] | 10 R$         | 135 × 65 mm   | Rosso             | L'Effigie della Repubblica, rappresentata in forma di busto | Ara dalle ali verdi    | Ara dalle ali verdi; cliché; 10   | 23 luglio 2012    |
| [ collegamento interrotto ] | [ collegamento interrotto ] | 20 R$         | 142 × 65 mm   | Arancione         | L'Effigie della Repubblica, rappresentata in forma di busto | Scimmia leonina        | Scimmia leonina; cliché; 20       | 23 luglio 2012    |
| [ collegamento interrotto ] |                             | 50 R$         | 149 × 70 mm   | Beige             | L'Effigie della Repubblica, rappresentata in forma di busto | Giaguaro               | Giaguaro; cliché; 50              | 13 dicembre 2010  |
| [ collegamento interrotto ] |                             | 100 R$        | 156 × 70 mm   | Turchese          | L'Effigie della Repubblica, rappresentata in forma di busto | Cernia                 | Cernia; cliché; 100               | 13 dicembre 2010  |

## La controversia "Dio sia lodato"
Dal 1986 le banconote brasiliane riportano le parole "Deus Seja Louvado" (Dio sia lodato). Nel 2012 un procuratore federale di San Paolo ha chiesto un ordine del tribunale per costringere la banca centrale a sostituire l'intera dotazione di carta moneta della nazione con biglietti che non riportino queste parole, sostenendo che il Brasile è uno stato laico e che questa frase viola i diritti dei non cristiani e dei non credenti. La Banca ha risposto dichiarando che il preambolo della costituzione brasiliana afferma esplicitamente che la democrazia si è formata "sotto la protezione di Dio", e che lo stato, "non essendo ateo, anticlericale o antireligioso, può legittimamente fare un riferimento all'esistenza di un essere superiore, una divinità, purché, in tal modo, non faccia un'allusione a una specifica dottrina religiosa".

## Tassi di cambio attuali del real brasiliano
Tassi di cambio per BRL
| Con Yahoo! Finance:     | AUD CAD CHF EUR GBP HKD JPY USD INR RUB ARS |
| (EN) Con XE.com:        | AUD CAD CHF EUR GBP HKD JPY USD INR RUB ARS |
| (EN) Con OANDA.com:     | AUD CAD CHF EUR GBP HKD JPY USD INR RUB ARS |
| Con ExchangesBoard.com: | AUD CAD CHF EUR GBP HKD JPY USD INR RUB ARS |